# 도리언 그레이의 초상 (1945년 영화)
《도리언 그레이의 초상》(영어: The Picture of Dorian Gray)은 1945년 개봉한 미국의 흑백 공포 드라마 영화로, 오스카 와일드의 소설 《도리언 그레이의 초상》의 영화화 작품이다. 메트로 골드윈 메이어에서 제작되었으며 감독은 앨버트 루인이다. 조지 샌더스가 헨리 경 역을, 허드 햇필드가 도리언 그레이 역을 연기했다.

## 줄거리
잘생긴 젊은 귀족 도리언 그레이는 친구 화가 바질 홀워드의 소개로 헨리 워튼 경을 만나게 된다. 워튼 경은 쾌락만이 가치 있는 삶이라고 도리언을 설득하고, 도리언은 자신의 초상화가 자신 대신 늙어가길 바란다. 그는 마법의 힘이 있다고 여겨지는 이집트 고양이 조각상 앞에서 이 소원을 빈다.
사랑했던 술집 가수 시빌 베인과 약혼을 일방적으로 파혼한 후, 도리언은 초상화가 변하기 시작한 것을 발견하고 자신의 소원이 이루어졌을지도 모른다고 생각한다. 그는 초상화를 옛날 학교 교실에 숨겨두고, 초상화의 위치를 숨기기 위해 그림을 옮긴 하인들을 해고한다. 시빌의 자살 이후, 도리언은 더욱 죄악과 냉혹한 삶에 몰두한다.
세월이 흘러 40세가 된 도리언은 여전히 22세의 모습을 유지하며 사람들을 놀라게 한다. 초상화는 여전히 잠겨져 있고, 도리언만이 열쇠를 가지고 있다. 세월이 흐르는 동안 젊고 잘생긴 도리언 그레이의 초상화는 그의 수많은 죄악을 반영하여 흉측하고 악마 같은 모습으로 변모한다. 홀워드가 자신의 그림을 보게 되자, 도리언은 친구를 살해하고 초상화 옆 학교 교실에 그의 시신을 숨긴다. 그리고 친구 앨런 캠벨을 협박하여 홀워드의 시신을 처리하게 한다. 캠벨은 홀워드의 시신을 훼손하는 데 가담한 것에 괴로워하며 자살한다.
도리언은 홀워드의 조카 글래디스와 사랑에 빠진다. 시빌의 동생 제임스 베인은 누나의 죽음에 대한 복수를 위해 도리언을 추적하다가 사냥 도중 사고로 총에 맞아 죽는다. 도리언은 자신의 행동이 주변 사람들에게 미치는 영향에 절망하고, 글래디스를 불행으로부터 보호하기 위해 그녀를 떠나기로 결심한다. 글래디스에게 파혼 편지를 보낸 후, 도리언은 초상화를 마주하고 미묘한 변화를 감지한다. 그는 저주를 끝내기 위해 초상화를 심장에 찔렀지만, 마치 자신도 찔린 것처럼 비명을 지른다. 그의 친구들은 무슨 일이 일어났는지 깨닫고 학교 교실로 들이닥친다. 그들은 초상화 옆에서 죽어있는 도리언을 발견한다. 그의 흉측해진 몸은 그의 죄악을 물리적으로 반영하고 있었다. 반면에 초상화는 다시 젊고 순수한 모습의 도리언 그레이를 보여준다.

## 출연진
- 조지 샌더스 - 헨리 워튼 경 역
- 허드 햇필드 - 도리언 그레이 역
- 도나 리드 - 글래디스 홀워드 역
- 앤절라 랜즈버리 - 시빌 베인 역
- 피터 로퍼드 - 데이비드 스톤 역
- 로웰 길모어 - 배질 홀워드 역
- 리처드 프레이저 - 제임스 베인 역
- 모턴 라우리 - 에이드리언 싱글턴 역
- 마일스 맨더 - 로버트 벤틀리 경 역
- 리디아 빌브룩 - 베인 부인 역
- 메리 포브스 - 애거사 역
- 로버트 그레그 - 토머스 경 역
- 모이나 맥길 - 공작부인 역
- 어니타 샤프볼스터 - 하버러 역
- 빌리 베번 - 맬볼리오 존스 역
- 릴리언 본드 - 케이트 역
- 미첼 루이스 - 웨이터 역
- 레지널드 오언 - 조지 파머 경 역
- 세드릭 하드윅 - 내레이션